# Teaterchef
En teaterchef er den kunstneriske og/eller organisatoriske leder af et teater. Ud over almindelige ledelsesopgaver som personaleledelse og budgetstyring, er det teaterchefens opgave at definere teatrets repertoire og profil. Retten til at lægge repertoiret er i Danmark beskyttet i teaterloven og kan hverken angribes af teatrets medarbejdere, bestyrelse eller andre interessenter som impresarier, agenter eller politikere.
- Wikimedia Commons har flere filer relateret til Teaterchef

| Kunst og kultur | Spire Denne artikel om scenekunst og teater er en spire som bør udbygges. Du er velkommen til at hjælpe Wikipedia ved at udvide den. |